# Рафаель Осуна
Рафаель Осуна (ісп. Rafael Osuna; 15 вересня 1938 — 4 червня 1969) — колишній мексиканський тенісист.
Найвищу одиночну позицію світового рейтингу — 1 місце досяг 1963 року (за даними Ленса Тінґея).
Здобув 13 одиночних титулів.
Перемагав на турнірах Великого шолома в одиночному та парному розрядах.
Завершив кар'єру 1969 року.

## Літні Олімпійські ігри 1968
Показові змагання (Гвадалахара (Мексика))
| Турнір                             | 1/16 фіналу                           | 1/8 фіналу                                                           | чвертьфінал                                                       | півфінал                                             | Фінал / БМ                                                 | Фінал / БМ |
| Турнір                             | Суперник Рахунок                      | Суперник Рахунок                                                     | Суперник Рахунок                                                  | Суперник Рахунок                                     | Суперник Рахунок                                           | Місце      |
| ---------------------------------- | ------------------------------------- | -------------------------------------------------------------------- | ----------------------------------------------------------------- | ---------------------------------------------------- | ---------------------------------------------------------- | ---------- |
| Одиночний розряд                   | Стенлі Пасарелл (USA) П 6–3, 6–2, 6–2 | Мігель Ольвера (ECU) П 6–4, 6–3, 6–4                                 | Хуан Хісберт стар. (ESP) П 6–4, 4–6, 1–6, 8–6, 6–1                | Мануель Сантана (ESP) L 3–6, 4–6, 3–6                | Герб Фітцгіббон (USA) L 4–6, 3–6, 5–7                      | 4          |
| Парний розряд (w/ Вісенте Сарасуа) | Н/Д                                   | Теймураз Какулія (URS) / Ганс Нерелл (SWE) П 5–7, 6–4, 6–3, 5–7, 6–4 | Мануель Орантес (ESP) / Нікола П'єтранджелі (ITA) П 6–2, 6–4, 8–6 | Панчо Гусман / Мігель Ольвера (ECU) П 10–8, 6–4, 7–5 | Хуан Хісберт стар. / Мануель Сантана (ESP) П 6–4, 6–3, 6–4 | 1          |
| Мікст (w/ Rosado)                  | Н/Д                                   | Зайга Янсоне / Володимир Коротков (URS) L знялись                    | Не пройшли                                                        | Не пройшли                                           | Не пройшли                                                 | Не пройшли |

Виставкові змагання (Мехіко)
| Турнір                             | 1/16 фіналу      | 1/8 фіналу                 | чвертьфінал                                    | півфінал                                                    | Фінал / БМ                                            | Фінал / БМ |
| Турнір                             | Суперник Рахунок | Суперник Рахунок           | Суперник Рахунок                               | Суперник Рахунок                                            | Суперник Рахунок                                      | Місце      |
| ---------------------------------- | ---------------- | -------------------------- | ---------------------------------------------- | ----------------------------------------------------------- | ----------------------------------------------------- | ---------- |
| Одиночний розряд                   | не брав участі   | Абудл-Азіз (KEN) П без гри | Анатолій Волков (URS) П 6–2, 7–5               | Нікола П'єтранджелі (ITA) П 6–4, 6–2                        | Інго Будінг (FRG) П 6–3, 3–6, 6–3                     | 1          |
| Парний розряд (w/ Вісенте Сарасуа) | Н/Д              | Н/Д                        | Інго Будінг / Юрген Фассбендер (FRG) П без гри | Панчо Гусман (ECU) / Теймураз Какулія (URS) П 4–6, 8–6, 6–0 | П'єр Дармон (FRA) / Лойо Майо (MEX) П 6–4, 3–6, 14–12 | 1          |

## Фінали турнірів Великого шолома

### Одиночний розряд (1 перемога)
| Результат | Рік  | Турнір        | Покриття | Суперник      | Рахунок       |
| --------- | ---- | ------------- | -------- | ------------- | ------------- |
| Перемога  | 1963 | Чемпіонат США | Трава    | Френк Фролінг | 7–5, 6–4, 6–2 |

### Парний розряд (3–2)
| Результат | Рік  | Турнір               | Покриття | Партнер          | Суперники                    | Рахунок                   |
| --------- | ---- | -------------------- | -------- | ---------------- | ---------------------------- | ------------------------- |
| Перемога  | 1960 | Вімблдонський турнір | Трава    | Денніс Ролстрон  | Майк Девіс Боббі Вілсон      | 7–5, 6–3, 10–8            |
| Поразка   | 1961 | Чемпіонат США        | Трава    | Антоніо Палафокс | Чак Маккінлі Денніс Ролстрон | 3–6, 4–6, 6–2, 11–13      |
| Перемога  | 1962 | Чемпіонат США        | Трава    | Антоніо Палафокс | Чак Маккінлі Денніс Ролстрон | 6–4, 10–12, 1–6, 9–7, 6–3 |
| Перемога  | 1963 | Вімблдонський турнір | Трава    | Антоніо Палафокс | Жан-Клод Баркле П'єр Дармон  | 4–6, 6–2, 6–2, 6–2        |
| Поразка   | 1963 | Чемпіонат США        | Трава    | Антоніо Палафокс | Чак Маккінлі Денніс Ролстрон | 7–9, 6–4, 7–5, 3–6, 9–11  |

## Часова шкала результатів на турнірах Великого шлему
| W | Ф | ПФ | ЧФ | #Р | КТ | К# | DNQ | A | NH |

### Одиночний розряд
| Турнір                                 | 1958  | 1959  | 1960  | 1961  | 1962  | 1963  | 1964  | 1965  | 1966  | 1967  | SR     |
| -------------------------------------- | ----- | ----- | ----- | ----- | ----- | ----- | ----- | ----- | ----- | ----- | ------ |
| Відкритий чемпіонат Австралії з тенісу |       |       |       |       |       |       |       |       |       |       | 0 / 0  |
| Відкритий чемпіонат Франції з тенісу   |       |       |       |       |       |       | 4р    | 3р    |       |       | 0 / 2  |
| Вімблдонський турнір                   | К2р   |       | 3р    |       | ЧФ    | 3р    | ЧФ    | ЧФ    |       | 2р    | 0 / 6  |
| Відкритий чемпіонат США з тенісу       |       |       | 3р    | ПФ    | ПФ    | П     | ПФ    | ПФ    | 3р    | 4р    | 1 / 8  |
| Strike rate                            | 0 / 0 | 0 / 0 | 0 / 2 | 0 / 1 | 0 / 2 | 1 / 2 | 0 / 3 | 0 / 3 | 0 / 1 | 0 / 2 | 1 / 16 |